# 1. Fußball-Club Nürnberg Verein für Leibesübungen 1974-1975
Questa voce raccoglie le informazioni riguardanti il 1. Fußball-Club Nürnberg Verein für Leibesübungen nelle competizioni ufficiali della stagione 1974-1975.

## Stagione
Nella stagione 1974-1975 il Norimberga, allenato da Hans Tilkowski, concluse il campionato di 2. Bundesliga al 6º posto. In Coppa di Germania il Norimberga fu eliminato al secondo turno dal Duisburg.

## Rosa
| N. |                     | Ruolo | Calciatore          |
| -- | ------------------- | ----- | ------------------- |
|    | Germania (bandiera) | P     | Klaus Müller        |
|    | Germania (bandiera) | P     | Gerhard Neef        |
|    | Germania (bandiera) | P     | Franz Schwarzwälder |
|    | Germania (bandiera) | D     | Norbert Eder        |
|    | Germania (bandiera) | D     | Kurt Geinzer        |
|    | Germania (bandiera) | D     | Rudolf Hannakampf   |
|    | Germania (bandiera) | D     | Ulrich Pechtold     |
|    | Germania (bandiera) | D     | Manfred Rüsing      |
|    | Germania (bandiera) | D     | Dietmar Schabacker  |
|    | Germania (bandiera) | D     | Rudolf Sturz        |
|    | Germania (bandiera) | C     | Hugo Faul           |

| N. |                     | Ruolo | Calciatore              |
| -- | ------------------- | ----- | ----------------------- |
|    | Germania (bandiera) | C     | Hans Otto Hiestermann   |
|    | Germania (bandiera) | C     | Reiner Kraus            |
|    | Germania (bandiera) | C     | Jan Majkowski           |
|    | Germania (bandiera) | C     | Dieter Nüssing          |
|    | Serbia (bandiera)   | C     | Slobodan Petrovic       |
|    | Germania (bandiera) | C     | Reinhold Schöll         |
|    | Germania (bandiera) | A     | Ralph Eger              |
|    | Germania (bandiera) | A     | Karlheinz Meininger     |
|    | Germania (bandiera) | A     | Helmut Steuerwald       |
|    | Germania (bandiera) | A     | Hans-Günter von de Fenn |
|    | Germania (bandiera) | A     | Hans Walitza            |

## Organigramma societario
Area tecnica
- Allenatore: Hans Tilkowski
- Allenatore in seconda:
- Preparatore dei portieri:
- Preparatori atletici:

## Calciomercato

### Sessione estiva
| Acquisti | Acquisti                | Acquisti              | Acquisti |
| R.       | Nome                    | da                    | Modalità |
| -------- | ----------------------- | --------------------- | -------- |
| C        | Wolfgang Holoch         | Kickers Stoccarda     |          |
| C        | Reiner Kraus            | Norimberga (juniores) |          |
| A        | Karlheinz Meininger     | Monaco 1860           |          |
| P        | Klaus Müller            | Norimberga (juniores) |          |
| D        | Ulrich Pechtold         | Bayern Hof            |          |
| P        | Franz Schwarzwälder     | SV Alsenborn          |          |
| A        | Hans-Günter von de Fenn | Jahn Ratisbona        |          |
| A        | Hans Walitza            | Bochum                |          |

| Cessioni | Cessioni          | Cessioni          | Cessioni |
| R.       | Nome              | a                 | Modalità |
| -------- | ----------------- | ----------------- | -------- |
| A        | Albert Bittlmayer | TeBe Berlino      |          |
| C        | Wolfgang Holoch   | Kickers Stoccarda |          |
| A        | Klaus-Dieter Bone | St. Pauli         |          |
| A        | Peter Geyer       | TeBe Berlino      |          |
| A        | Günther Michl     | Pirmasens         |          |
| C        | Max Müller        | Würzburg          |          |

### Sessione invernale
| Acquisti | Acquisti | Acquisti | Acquisti |
| R.       | Nome     | da       | Modalità |
| -------- | -------- | -------- | -------- |

| Cessioni | Cessioni | Cessioni | Cessioni |
| R.       | Nome     | a        | Modalità |
| -------- | -------- | -------- | -------- |

## Risultati

### 2. Bundesliga

#### Girone di andata
| Arbitro: | Betz |

|                                   |           |  |
| Vöhringer 26’ Hoffmann 56’ (rig.) | Marcatori |  |

| Arbitro: | Messmer |

|                                    |           |  |
| Sturz 39’ Nüssing 69’ Petrovic 81’ | Marcatori |  |

| Arbitro: | Aldinger |

|                          |           |                    |
| Pankotsch 43’ Ludwig 64’ | Marcatori | 90’ (rig.) Walitza |

| Arbitro: | Wohlfarth |

|                                   |           |  |
| Pechtold 8’ Sturz 32’ Walitza 65’ | Marcatori |  |

| Arbitro: | Hofmeister |

|                                  |           |             |
| Breuer 27’ Größler 73’ Brand 87’ | Marcatori | 44’ Walitza |

| Arbitro: | Schmoock |

|                  |           |             |
| Walitza 11’, 13’ | Marcatori | 84’ Schroff |

| Arbitro: | Walesch |

|  |           |                                        |
|  | Marcatori | 66’ Nüssing 77’ Schabacker 78’ Geinzer |

| Arbitro: | Biwersi |

|                              |           |  |
| Bittlmayer 50’ Majkowski 88’ | Marcatori |  |

| Arbitro: | Steigele |

|                                        |           |             |
| Krstić 57’ Hartmann 61’ Spankowski 65’ | Marcatori | 47’ Geinzer |

| Arbitro: | Aldinger |

|                            |           |            |
| Walitza 34’ Schabacker 87’ | Marcatori | 32’ Traser |

| Arbitro: | Möckel |

|           |           |  |
| Pöhnl 40’ | Marcatori |  |

| Arbitro: | Biwersi |

|                              |           |  |
| Walitza 65’ (rig.) Sturz 71’ | Marcatori |  |

| Pirmasens 3 novembre 1974, ore 15:00 CET 13ª giornata | Pirmasens | 0 – 0 referto | Norimberga | Städtisches Stadion (10 000 spett.)\| Arbitro: \| Antz \| |
| Arbitro:                                              | Antz      |               |            |                                                           |

| Arbitro: | Klauser |

|                                                                   |           |                        |
| Geinzer 33’ Sturz 42’, 67’ Walitza 55’, 87’ (rig.) Schabacker 83’ | Marcatori | 38’ Schuster 50’ Klein |

| Arbitro: | Engelhardt |

|              |           |  |
| Bechtold 71’ | Marcatori |  |

| Arbitro: | Walz |

|             |           |                                         |
| Walitza 78’ | Marcatori | 17’ Schauß 67’ Eichhorn 75’, 81’ Johann |

| Arbitro: | Linn |

|            |           |                 |
| Dussier 1’ | Marcatori | 52’ Hiestermann |

| Arbitro: | Röder |

|                            |           |  |
| Walitza 36’ Hannakampf 75’ | Marcatori |  |

| Arbitro: | Huster |

|                            |           |                  |
| Metzger 4’, 51’ Keller 14’ | Marcatori | 31’, 58’ Walitza |

#### Girone di ritorno
| Arbitro: | Joos |

|                    |           |                                  |
| Meininger 45’, 68’ | Marcatori | 39’ (aut.) Geinzer 50’ Vöhringer |

| Arbitro: | Biwersi |

|                        |           |  |
| Göppl 33’ Scheller 72’ | Marcatori |  |

| Arbitro: | Haselberger |

|                                                                         |           |                                                           |
| Schabacker 3’ Walitza 14’ (rig.), 37’ (rig.) Eder 23’ Petrovic 26’, 72’ | Marcatori | 8’ Müller 16’, 40’ Ludwig 77’ (aut.) Rüsing 85’ Pankotsch |

| Arbitro: | Linn |

|  |           |                                                 |
|  | Marcatori | 12’ Petrovic 63’, 90’ Meininger 78’ Hiestermann |

| Arbitro: | Walz |

|                   |           |              |
| Rüsing 74’ (rig.) | Marcatori | 20’ Sichmann |

| Arbitro: | Eichhorn |

|                         |           |                          |
| Frommer 72’ Schroff 87’ | Marcatori | 4’ Meininger 74’ de Fenn |

| Arbitro: | Nickel |

|                                   |           |           |
| Meininger 52’ Petrovic 80’ (rig.) | Marcatori | 32’ Grimm |

| Arbitro: | Frickel |

|                           |           |                            |
| Hofmann 25’, 50’ Bopp 34’ | Marcatori | 29’ Schabacker 64’ Walitza |

| Arbitro: | Eichhorn |

|                                                            |           |  |
| Petrovic 24’ Walitza 54’, 64’ Hiestermann 84’ Pechtold 86’ | Marcatori |  |

| Arbitro: | Eschweiler |

|                              |           |                    |
| Fazlić 13’ Lübeke 40’ (rig.) | Marcatori | 47’ (rig.) Walitza |

| Arbitro: | Kettenbach |

|                                                          |           |  |
| Nüssing 15’ Rodekurth 22’ (aut.) Sturz 26’ Meininger 55’ | Marcatori |  |

| Arbitro: | Antz |

|              |           |              |
| Haunstein 8’ | Marcatori | 76’ Pechtold |

| Arbitro: | Dreher |

|               |           |            |
| Meininger 61’ | Marcatori | 58’ Krauth |

| Arbitro: | Betz |

|                                   |           |  |
| Klein 25’ Werner 52’ Schuster 54’ | Marcatori |  |

| Arbitro: | Pfleiderer |

|                                 |           |                          |
| Walitza 4’ Eder 42’ Nüssing 90’ | Marcatori | 27’ Künkel 50’ Lindemann |

| Arbitro: | Schumann |

|            |           |                          |
| Schauß 48’ | Marcatori | 65’ Eder 73’ Hiestermann |

| Arbitro: | Engelhardt |

|               |           |            |
| Meininger 33’ | Marcatori | 34’ Kremer |

| Arbitro: | Leist |

|               |           |  |
| Schneider 16’ | Marcatori |  |

| Arbitro: | Haselberger |

|             |           |  |
| Walitza 71’ | Marcatori |  |

### Coppa di Germania
| Arbitro: | Porta |

|                          |           |                    |
| Geinzer 21’ Petrovic 25’ | Marcatori | 36’ Pohl 67’ Härtl |

| Arbitro: | Betz |

|                         |           |                                                            |
| Schaupp 35’ (rig.), 46’ | Marcatori | 18’ Nüssing 57’, 60’ Sturz 67’ (rig.) de Fenn 73’ Pechtold |

| Arbitro: | Basedow |

|                             |           |  |
| Bücker 10’ Büssers 16’, 23’ | Marcatori |  |

## Statistiche

### Statistiche di squadra
| Competizione      | Punti | In casa | In casa | In casa | In casa | In casa | In casa | In trasferta | In trasferta | In trasferta | In trasferta | In trasferta | In trasferta | Totale | Totale | Totale | Totale | Totale | Totale | DR  |
| Competizione      | Punti | G       | V       | N       | P       | Gf      | Gs      | G            | V            | N            | P            | Gf           | Gs           | G      | V      | N      | P      | Gf     | Gs     | DR  |
| ----------------- | ----- | ------- | ------- | ------- | ------- | ------- | ------- | ------------ | ------------ | ------------ | ------------ | ------------ | ------------ | ------ | ------ | ------ | ------ | ------ | ------ | --- |
| 2. Bundesliga     | 42    | 19      | 14      | 4       | 1       | 49      | 21      | 19           | 3            | 4            | 12           | 21           | 31           | 38     | 17     | 8      | 13     | 70     | 52     | +18 |
| Coppa di Germania | -     | 1       | 0       | 1       | 0       | 2       | 2       | 2            | 1            | 0            | 1            | 5            | 5            | 3      | 1      | 1      | 1      | 7      | 7      | 0   |
| Totale            | 42    | 20      | 14      | 5       | 1       | 51      | 23      | 21           | 4            | 4            | 13           | 26           | 36           | 41     | 18     | 9      | 14     | 77     | 59     | +18 |

### Andamento in campionato
| Giornata  | 1  | 2 | 3  | 4  | 5  | 6  | 7 | 8 | 9 | 10 | 11 | 12 | 13 | 14 | 15 | 16 | 17 | 18 | 19 | 20 | 21 | 22 | 23 | 24 | 25 | 26 | 27 | 28 | 29 | 30 | 31 | 32 | 33 | 34 | 35 | 36 | 37 | 38 |
| --------- | -- | - | -- | -- | -- | -- | - | - | - | -- | -- | -- | -- | -- | -- | -- | -- | -- | -- | -- | -- | -- | -- | -- | -- | -- | -- | -- | -- | -- | -- | -- | -- | -- | -- | -- | -- | -- |
| Luogo     | T  | C | T  | C  | T  | C  | T | C | T | C  | T  | C  | T  | C  | T  | C  | T  | C  | T  | C  | T  | C  | T  | C  | T  | C  | T  | C  | T  | C  | T  | C  | T  | C  | T  | C  | T  | C  |
| Risultato | P  | V | P  | V  | P  | V  | V | V | P | V  | P  | V  | N  | V  | P  | P  | N  | V  | P  | N  | P  | V  | V  | N  | N  | V  | P  | V  | P  | V  | N  | N  | P  | V  | V  | N  | P  | V  |
| Posizione | 18 | 9 | 13 | 10 | 11 | 11 | 9 | 8 | 8 | 7  | 7  | 6  | 6  | 6  | 6  | 7  | 8  | 6  | 8  | 9  | 10 | 9  | 9  | 9  | 9  | 8  | 8  | 8  | 8  | 8  | 7  | 8  | 8  | 7  | 7  | 7  | 7  | 6  |

Legenda:

Luogo: C = Casa; T = Trasferta. Risultato: V = Vittoria; N = Pareggio; P = Sconfitta.

### Statistiche dei giocatori
| Giocatore        | 2. Bundesliga | 2. Bundesliga | 2. Bundesliga | 2. Bundesliga | Coppa di Germania | Coppa di Germania | Coppa di Germania | Coppa di Germania | Totale   | Totale | Totale      | Totale     |
| Giocatore        | Presenze      | Reti          | Ammonizioni   | Espulsioni    | Presenze          | Reti              | Ammonizioni       | Espulsioni        | Presenze | Reti   | Ammonizioni | Espulsioni |
| ---------------- | ------------- | ------------- | ------------- | ------------- | ----------------- | ----------------- | ----------------- | ----------------- | -------- | ------ | ----------- | ---------- |
| A. Bittlmayer    | 6             | 1             | 0             | 0             | 2                 | 0                 | 0                 | 0                 | 8        | 1      | 0           | 0          |
| N. Eder          | 12            | 3             | 0             | 0             | 0                 | 0                 | 0                 | 0                 | 12       | 3      | 0           | 0          |
| R. Eger          | 3             | 0             | 0             | 0             | 0                 | 0                 | 0                 | 0                 | 3        | 0      | 0           | 0          |
| H. Faul          | 2             | 0             | 0             | 0             | 0                 | 0                 | 0                 | 0                 | 2        | 0      | 0           | 0          |
| K. Geinzer       | 23            | 3             | 1             | 0             | 3                 | 1                 | 0                 | 0                 | 26       | 4      | 1           | 0          |
| R. Hannakampf    | 28            | 1             | 4             | 0             | 2                 | 0                 | 0                 | 0                 | 30       | 1      | 4           | 0          |
| H. Hiestermann   | 37            | 4             | 2             | 0             | 3                 | 0                 | 0                 | 0                 | 40       | 4      | 2           | 0          |
| W. Holoch        | 6             | 0             | 0             | 0             | 0                 | 0                 | 0                 | 0                 | 6        | 0      | 0           | 0          |
| R. Kraus         | 1             | 0             | 0             | 0             | 0                 | 0                 | 0                 | 0                 | 1        | 0      | 0           | 0          |
| J. Majkowski     | 34            | 1             | 0             | 0             | 3                 | 0                 | 0                 | 0                 | 37       | 1      | 0           | 0          |
| K. Meininger     | 18            | 9             | 1             | 0             | 1                 | 0                 | 0                 | 0                 | 19       | 9      | 1           | 0          |
| K. Müller        | 1             | 0             | 0             | 0             | 0                 | 0                 | 0                 | 0                 | 1        | 0      | 0           | 0          |
| G. Neef          | 11            | 0             | 1             | 0             | 1                 | 0                 | 0                 | 0                 | 12       | 0      | 1           | 0          |
| D. Nüssing       | 36            | 4             | 3             | 0             | 2                 | 1                 | 0                 | 0                 | 38       | 5      | 3           | 0          |
| U. Pechtold      | 35            | 3             | 2             | 0             | 3                 | 1                 | 0                 | 0                 | 38       | 4      | 2           | 0          |
| S. Petrovic      | 29            | 6             | 4             | 0             | 3                 | 1                 | 0                 | 0                 | 32       | 7      | 4           | 0          |
| M. Rüsing        | 33            | 1             | 6             | 0             | 3                 | 0                 | 1                 | 0                 | 36       | 1      | 7           | 0          |
| D. Schabacker    | 36            | 5             | 5             | 0             | 2                 | 0                 | 0                 | 0                 | 38       | 5      | 5           | 0          |
| F. Schwarzwälder | 28            | 0             | 0             | 0             | 2                 | 0                 | 0                 | 0                 | 30       | 0      | 0           | 0          |
| R. Schöll        | 1             | 0             | 0             | 0             | 0                 | 0                 | 0                 | 0                 | 1        | 0      | 0           | 0          |
| H. Steuerwald    | 2             | 0             | 0             | 0             | 0                 | 0                 | 0                 | 0                 | 2        | 0      | 0           | 0          |
| R. Sturz         | 38            | 6             | 1             | 0             | 3                 | 2                 | 0                 | 0                 | 41       | 8      | 1           | 0          |
| H. Walitza       | 29            | 21            | 2             | 0             | 2                 | 0                 | 0                 | 0                 | 31       | 21     | 2           | 0          |
| H. de Fenn       | 24            | 1             | 4             | 0             | 2                 | 1                 | 0                 | 0                 | 26       | 2      | 4           | 0          |